# 邵一之
邵一之（？年—1939年），字鎮堃。湖南省湘陰縣顯慶鄉排二峰人。他為抗日戰爭期間陣亡的中國軍方高級將領之一。

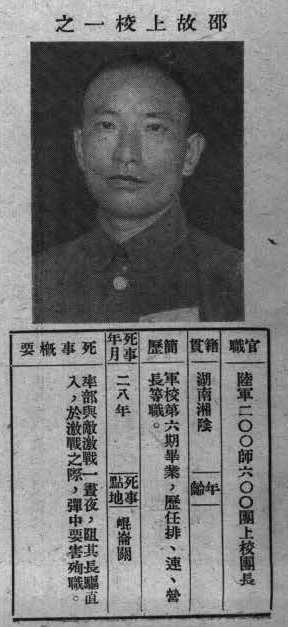
《抗戰軍人忠烈錄》（第一輯）中的邵一之烈士遺像

## 生平[1]
軍校第六期畢業，陸軍200師600團上校團長，民國28年在崑崙關戰役中不幸彈中要害，壯烈成仁。
1958年，湘陰縣「大躍進」肥料緊缺，竟想出了「挖死人熬肥料肥農田」，在社隊幹部指揮下，挖開抗日英烈邵一之將軍的墓穴，把尚未腐爛的遺骸扔進早已支起的大鐵鍋里，熬起了特殊的「肥料湯」，邵將軍墓前的紀念碑、牌坊及紀念柱則被村民搬回家做了建築材料。